# Postaja podzemne železnice Tensta
Podzemna postaja Tensta je postaja na modri progi stockholmskega metroja. Nahaja se v mestnem okrožju Tensta. Postaja je bila odprta 31. avgusta 1975 kot del prvega odseka modre proge med glavno postajo T-Centralen in Hjulsto. Vlaki so vozili prek Hallonbergena in Rinkebyja.
Postaja je poslikana z več umetninami in napisi, med drugim je na eni od sten v slovenščini zapisana 7. kitica Zdravljice (besedilo slovenske himne) pesnika Franceta Prešerna.

## Galerija
- Umetniški detajl postaje
- Umetnost z besedami iz svetovnih jezikov